# Río Supe
El Río Supe es un río de régimen irregular, seco la mayor parte del año, situado en la parte central y occidental del Perú, en la provincia de Barranca al norte del Departamento de Lima. Forma el valle donde surgió la civilización Caral, cuna de la civilización andina.
Tiene una subida del cauce lo cual trae severas consecuencias.
En sus orillas existen otros sitios arqueológicos, como La Miraya.
La naciente del rio Supe se origina en las alturas de las Laguna Agushcocha y Laguna Jururcocha, con el nombre de rio Jurucocha, manteniendo esa denominación hasta la localidad de Lacasmayo, a partir del cual es conocido con el nombre de río Ambar hasta la confluencia con la quebrada Carrizal, donde se origina específicamente el Rio Supe. 
Similar al resto de ríos de la costa peruana, el Río Supe tiene un comportamiento fluvial, de extraña escasez en los meses de estiaje por lo general de mayo a diciembre y caudaloso en los meses de máximas avenidas (enero a abril). 
Existe vegetación típica de la zona como: Algarrobo, carrizales, álamo, uña de gato, pájaro bobo, etc. Sobre el cauce del rio se puede apreciar la existencia de infraestructuras de derivación, como bocatomas, canales de riego, obras hidráulicas, etc. 